# 聖雷米斯教堂

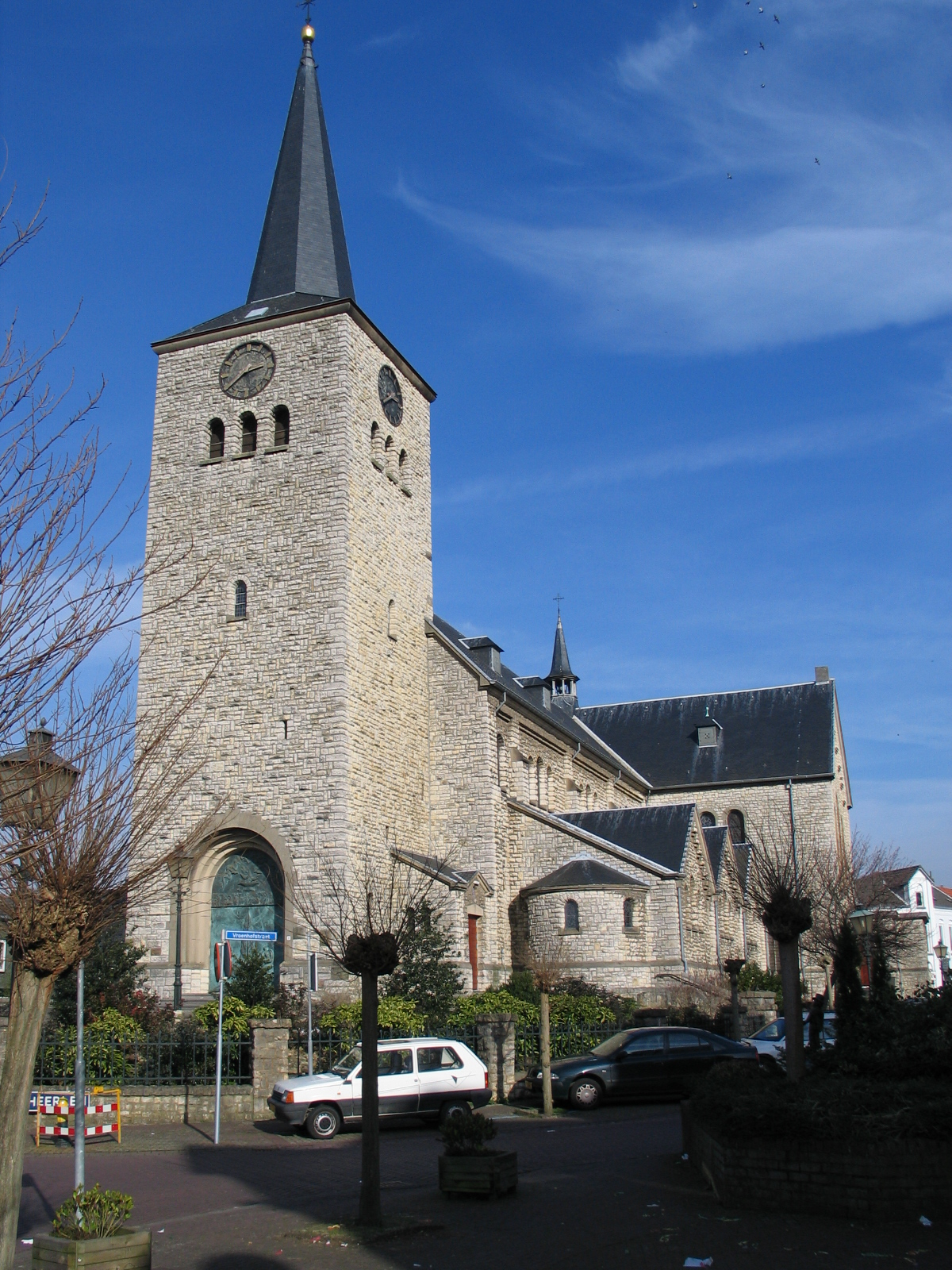
聖雷米斯教堂

聖雷米斯教堂（荷蘭語：Sint-Remigiuskerk）是荷蘭的一座羅馬天主教的教堂，外觀是新羅馬式建築。教堂首次被提及是在1147年。這座教堂是荷蘭的國家遺產，得到荷蘭政府的保護。

## 外部連結
- Parochiesimpelveld.nl （页面存档备份，存于）